# Бел (окръг, Тексас)
Вижте пояснителната страница за други значения на Бел.
Окръг Бел (на английски: Bell County) е окръг в щата Тексас, Съединени американски щати. Площта му е 2818 km², а населението - 285 084 души (2008). Административен център е град Белтън.